# Учебное (Крым)
Уче́бное (ранее Ве́рхний Топлу́, до начала 1960-х годов Мичурино; укр. Учебне, крымскотат. Yuqarı Toplu, Юкъары Топлу) — село в Белогорском районе Республики Крым, входит в состав Земляничненского сельского поселения (согласно административно-территориальному делению Украины — Земляничненского сельского совета Автономной Республики Крым).

## Население
| 2001 | 2014 |
| ---- | ---- |
| 88   | ↗101 |

Всеукраинская перепись 2001 года показала следующее распределение по носителям языка
| Язык             | Процент |
| ---------------- | ------- |
| русский          | 80.68   |
| украинский       | 11.36   |
| крымскотатарский | 7.95    |

### Динамика численности
- 1926 год — 236 чел.[10]
- 1989 год — 152 чел.[11]
- 2001 год — 88 чел.
- 2009 год — 69 чел.[12]
- 2014 год — 101 чел.[13]

## Современное состояние
На 2017 год в Учебном числится 5 улиц; на 2009 год, по данным сельсовета, село занимало площадь 7,7 гектара на которой, в 21 дворе, проживало 69 человек.

## География
Село расположено на востоке района, в долине реки Мокрый Индол, примыкая к Топловскому монастырю, высота центра села над уровнем моря — 301 м. На юг от села гора Тау-Баши (772 м) к северу гора Куляба (521 м) к западу гора Кубалач (768 м). Расстояние до райцентра — около 28 километров (по шоссе), до ближайшей железнодорожной станции Феодосия — примерно 46 километров.

## История
После присоединения Крыма к России (8) 19 апреля 1783 года, во время путешествия Екатерины ІІ в Крым, селение Орталан с окрестностями было пожаловано камердинеру таганрогскому греку Захару Константиновичу Зотову. Впоследствии частью земли, на которой находится святой источник, завладела одна из его наследниц, Ангелина Алексеевна Ламбири, которая основала у источника обитель во имя святой преподобной мученицы Параскевы).
До Советской власти на месте села находился Топловский монастырь. После установления в Крыму Советской власти, по постановлению Крымревкома от 8 января 1921 года была упразднена волостная система и село вошло в состав вновь созданного Карасубазарского района Симферопольского уезда, а в 1922 году уезды получили название округов. 11 октября 1923 года, согласно постановлению ВЦИК, в административное деление Крымской АССР были внесены изменения, в результате которых округа ликвидировались, Карасубазарский район стал самостоятельной административной единицей и селение включили в его состав. Согласно Списку населённых пунктов Крымской АССР по Всесоюзной переписи 17 декабря 1926 года, в артели Топловское сельскохозяйственное общество (бывший Топловский монастырь), Орталанского сельсовета Карасубазарского района, числился 1 двор, население составляло 236 человек (198 женщин и 38 мужчин), из них 172 русских, 55 украинцев, 5 греков, 3 болгар, 1 немец
Вначале бывшими монахинями была организована сельскохозяйственная община «Женский труд» для ухода за монастырским садом, после закрытия монастыря на его землях был организован совхоз «Безбожник»
(по другим данным в совхоз создан в 1929 году). Позже здесь основали опытную плодовоовощную станцию, посёлок которой получил название Мичурино.
После освобождения Крыма, 12 августа 1944 года было принято постановление № ГОКО-6372с «О переселении колхозников в районы Крыма», в исполнение которого в район завезли переселенцев: 6000 человек из Тамбовской и 2100 — Курской областей, в том числе и в Мичурино, а в начале 1950-х годов последовала вторая волна переселенцев из различных областей Украины. В те же годы в селе была организована сельскохозяйственная школа. С 25 июня 1946 года Мичурино в составе Крымской области РСФСР, а 26 апреля 1954 года Крымская область была передана из состава РСФСР в состав УССР. В период с 1960 (на 15 июня этого года ещё Мичурино числилось в составе Курского сельсовета) по 1968 год Мичурино переименовано в Учебное (тоже ещё Курского сельсовета). Время переподчинения Богатовскому (на 1977 год село входило в его состав), а затем Земляничненскому сельсовету пока не установлено. По данным переписи 1989 года в селе проживало 152 человека. С 12 февраля 1991 года село в восстановленной Крымской АССР, 26 февраля 1992 года переименованной в Автономную Республику Крым. С 21 марта 2014 года в составе Крыма аннексировано Россией.